# Christian Hrubesch
Christian Hrubesch (* 19. Juni 1951 in Krems an der Donau) ist ein ehemaliger österreichischer Politiker (FPÖ). Er war von 1992 bis 1993 Mitglied des Bundesrates und von 1993 bis 2003 Abgeordneter zum Landtag von Niederösterreich.

## Leben
Hrubesch besuchte nach der Volksschule eine Hauptschule und absolvierte danach eine kaufmännische Lehre in Bringen bei Sigmaringen. Ab 1972 war er Angestellter bei einer Versicherung, 1986 machte er sich als Versicherungsmakler selbständig. Politisch engagierte sich Hrubesch ab 1983 als Gemeinderat von Krems, zwischen 1987 und 1993 wirkte er als Stadtrat. Zwischen 1997 und 2007 war er erneut als Gemeinderat aktiv. Innerparteilich hatte er die Funktion des FPÖ-Stadtparteiobmanns inne und war Mitglied des Landesparteivorstandes. Zudem vertrat er die FPÖ vom 12. März 1992 bis zum 6. Juni 1993 im Bundesrat und war danach vom 7. Juni 1993 bis zum 24. April 2003 Abgeordneter zum niederösterreichischen Landtag.

## Auszeichnungen
- 2003: Großes Silbernes Ehrenzeichen für Verdienste um die Republik Österreich[1]